# Frequency Unknown
Frequency Unknown je studiové album americké heavymetalové skupiny Queensrÿche (někdy Geoff Tate's Queensrÿche) se zpěvákem Geoffem Tatem, vydané v dubnu 2013. Album vyšlo po rozdvojení skupiny, kdy bývalý zpěvák Geoff Tate začal koncertovat s jinými hudebníky pod názvem této skupiny. V klasické verzi skupiny již Tate nezpívá a náhradou za něj je zpěvák Todd La Torre. Verze zbytku původní skupiny, ve které zpívá La Torre, vydala ve stejný rok rovněž nové album nazvané Queensrÿche.
Potom co Geoff Tate v dubnu 2014 ztratil práva na jméno Queensrÿche. Po tomto soudním verdiktu se zbytkem původní skupiny Queensrÿche se album prodává pod názvem skupiny Operation: Mindcrime.

## Seznam skladeb
| Pořadí         | Název                   | Délka |
| -------------- | ----------------------- | ----- |
| 1.             | Cold                    | 3:39  |
| 2.             | Dare                    | 3:38  |
| 3.             | Give It to You          | 4:35  |
| 4.             | Slave                   | 3:54  |
| 5.             | In the Hands of God     | 3:49  |
| 6.             | Running Backwards       | 3:28  |
| 7.             | Life Without You        | 4:42  |
| 8.             | Everything              | 4:28  |
| 9.             | Fallen                  | 4:18  |
| 10.            | The Weight of the World | 6:15  |
| 11.            | I Don't Believe in Love | 4:32  |
| 12.            | Empire                  | 5:24  |
| 13.            | Jet City Woman          | 5:33  |
| 14.            | Silent Lucidity         | 5:41  |
| Celková délka: | Celková délka:          | 63:57 |

## Obsazení
- Geoff Tate – zpěv
- Kelly Gray – kytara
- Robert Sarzo – kytara
- Rudy Sarzo – baskytara
- Simon Wright – bicí
- Randy Gane – klávesy, baskytara, orchestrace
- Craig Locicero – kytara
- Jason Slater – baskytara, klávesy
- Martín Irigoyen – kytara, baskytara, bicí
- Paul Bostaph – bicí
- Evan Bautista – bicí
- Jason Slater – theremin
- John Levin – kytara
- Chris Cannella – kytara
- Ty Tabor – kytara
- K. K. Downing – kytara
- Brad Gillis – kytara
- Dave Meniketti – kytara
- Chris Poland – kytara
- Nina Noir - doprovodné vokály
- Emily Tate – doprovodné vokály
- Miranda Tate – doprovodné vokály